# 시약산
시약산(時藥山)은  구덕산 남서쪽에 연이어 있는 산으로 사하구(괴정동)와 경계를 하고 있다. 정상에는 구덕기상레이더관측소가 있다.
이 산 밑으로는 서구와 사하구를 연결하는 대티터널이 뚫려있고, 사하구로 흐르는 괴정천은 이 시약산에서 발원하고 있다. 시약산의 산명의 뜻은 자세히 알 수 없으나 「蒔」자가 ‘모종낼 시’로 약초를 심거나 채취한 곳으로 추측된다. 그리고 맑은 날에는 동쪽 방향으로 일본 쓰시마섬에 있는 산봉우리들인 미타케산, 아타테산 그리고 아리아케산까지 조망 가능하다.

## 같이 보기
- 한국의 산